# Махиновский
Махиновский — хутор в Новоаннинском районеВолгоградской области России. Входит в состав Новокиевского сельского поселения. Население 71 человек (2010).

## География
Расположен в северо-западной части области, в лесостепи, в пределах Хопёрско-Бузулукской равнины, являющейся южным окончанием Окско-Донской низменности.
Уличная сеть состоит из четырёх географических объектов: ул. Луговая, ул. Молодёжная, ул. Радужная, ул. Центральная.
Абсолютная высота метров над уровнем моря
.

## Население
| 2010 |
| ---- |
| 71   |

Гендерный состав
По данным Всероссийской переписи населения 2010 года в гендерной структуре населения из 71 человек мужчин — 34, женщин — 37 (47,9 и 52,1 % соответственно).
Национальный состав
Согласно результатам переписи 2002 года, в национальной структуре населения
русские составляли 82 % из общей численности населения в 108 человек

## Инфраструктура
Развитое сельское хозяйство. Личное подсобное хозяйство.

## Транспорт
Просёлочные дороги.